# Arthur Aikin
Arthur Aikin (Warrington (Cheshire), 19 de maio de 1773 – Londres, 15 de abril de 1854), foi um químico, mineralogista e escritor científico inglês, e foi membro fundador da Chemical Society (agora Royal Society of Chemistry). Ele se tornou seu tesoureiro em 1841, e mais tarde se tornou o segundo presidente da sociedade.

## Vida
Ele nasceu em Warrington, Lancashire, em uma distinta família literária de unitaristas proeminentes. A mais conhecida delas foi sua tia paterna, Anna Laetitia Barbauld, uma mulher de letras que escreveu poesia e ensaios, bem como literatura infantil. Seu pai, Dr. John Aikin, era médico, historiador e autor. Seu avô, também chamado John (1713–1780), era um estudioso unitarista e tutor teológico, intimamente associado à Warrington Academy. Sua irmã Lucy (1781–1864) foi uma escritora histórica. Seu irmão Charles Rochemont Aikin foi adotado por sua famosa tia e criado como primo.
Arthur Aikin estudou química com Joseph Priestley no New College em Hackney e deu atenção às aplicações práticas da ciência. No início da vida, ele foi ministro unitário por um curto período de tempo.  Aikin lecionou química no Guy's Hospital por trinta e dois anos. Ele se tornou o presidente da Sociedade Mineralógica Britânica em 1801 por cinco anos até 1806, quando a Sociedade se fundiu com a Sociedade Askesiana. De 1803 a 1808, ele foi editor da Annual Review. Em 1805, Aiken também se tornou proprietário da London Institution, que foi oficialmente fundada em 1806. Ele foi um dos fundadores da Sociedade Geológica de Londres em 1807 e foi seu secretário honorário em 1812-1817. Ele também deu palestras em 1813 e 1814.  Ele contribuiu com artigos sobre o campo de carvão de Wrekin e Shropshire, entre outros, para as transações dessa sociedade. Seu Manual de Mineralogia foi publicado em 1814. Mais tarde, ele se tornou o secretário pago da Sociedade de Artes e mais tarde foi eleito como membro. Ele foi fundador da Sociedade Química de Londres em 1841, sendo seu primeiro tesoureiro e, entre 1843 e 1845, segundo presidente.
Para se sustentar, fora de seu trabalho com a British Mineralogical Society, a London Institution e a Geological Society, Aiken trabalhou como escritor, tradutor e palestrante para o público e para estudantes de medicina no Guy's Hospital. Sua escrita e jornalismo foram úteis para divulgar notícias científicas estrangeiras para o público britânico em geral. Ele também foi membro da Linnean Society e em 1820 ingressou na Instituição de Engenheiros Civis.
Ele era altamente estimado como um homem de bom senso e amplo conhecimento. Aikin nunca se casou e morreu em Hoxton, em Londres, em 1854.

## Publicações
- The natural history of the year; being an enlargement of Dr. Aikin's Calendar of nature, 1798
- Journal of a Tour through North Wales and Part of Shropshire with Observations in Mineralogy and Other Branches of Natural History (Londres, 1797)
- Syllabus of a course of lectures on chemistry, by A. and C.R. Aikin, 1799
- The Annual review and history of literature; for 1807, 1808
- A Manual of Mineralogy (1814; ed. 2, 1815)
- dictionary of chemistry and mineralogy, with an account of the processes employed in many of the most important chemical manufactures. To which are added a description of chemical apparatus, and various useful tables of weights and measures, chemical instruments, &c. &c. Vol. I; Vol. II (com seu irmão C. R. Aikin), 2 vols. (Londres, 1807, 1814).
- An account of the most important recent discoveries and improvements in chemistry and mineralogy, to the present time : being an appendix to their Dictionary of chemistry and mineralogy, 1814

Para Rees's Cyclopædia, ele escreveu artigos sobre química, geologia e mineralogia, mas os tópicos não são conhecidos.